# Наняди
Наняди́ (рос. Наняды, башк. Нәнәҙе) — присілок у складі Янаульського району Башкортостану, Росія. Входить до складу Староваряської сільської ради.
Населення — 171 особа (2010; 211 у 2002).
Національний склад:
- удмурти — 100 %